# Bodo Francke
Bodo Francke (* 27. Dezember 1918 in Berlin; † 1977 in Wuppertal) war ein deutscher Maler der abstrakten Kunst. Seine gegenständlichen Werke stehen den abstrakten farblich und formal nahe.

## Leben
Francke studierte in Berlin und Düsseldorf Kunstgeschichte und Theaterwissenschaften. Er war Schüler von Heinrich Nauen. Nachdem bereits seine erste Ausstellung 1938 vorzeitig geschlossen worden war, stellte er noch 1939 zusammen mit Käthe Kollwitz aus, danach emigrierte er mit der Begründung eines Studienaufenthaltes nach Frankreich.
Nach 1945 lebte Francke am Prenzlauer Berg und gehörte dort zum Kreis um die Bücherstube Löwinski und den Maler Paul Rosié. Als politischer Druck das Arbeiten erschwerte, zog er 1959 nach West-Berlin und von dort in die Bundesrepublik.
Er war mit seinen Werken im Stile der Pariser Schule an allen großen deutschen Nachkriegsausstellungen beteiligt und galt als ein Vertreter der Klassischen Moderne und der verlorenen Generation. Bei ihm löst sich die Sprache der Linie der gegenständlichen Phase aufs ins Abstrakte und umgekehrt.
Für die DEFA arbeitete er für zahlreiche Filme als Synchronregisseur.

## Ausstellungen (Auswahl)
- „Junge Generation –  Werke des Nachwuchses“, 1947 organisiert vom Magistrat von Groß-Berlin
- „Bodo Francke“, 14. – 29. November 1983, in der Urania, Berlin